# Biserica de lemn din Ipotești

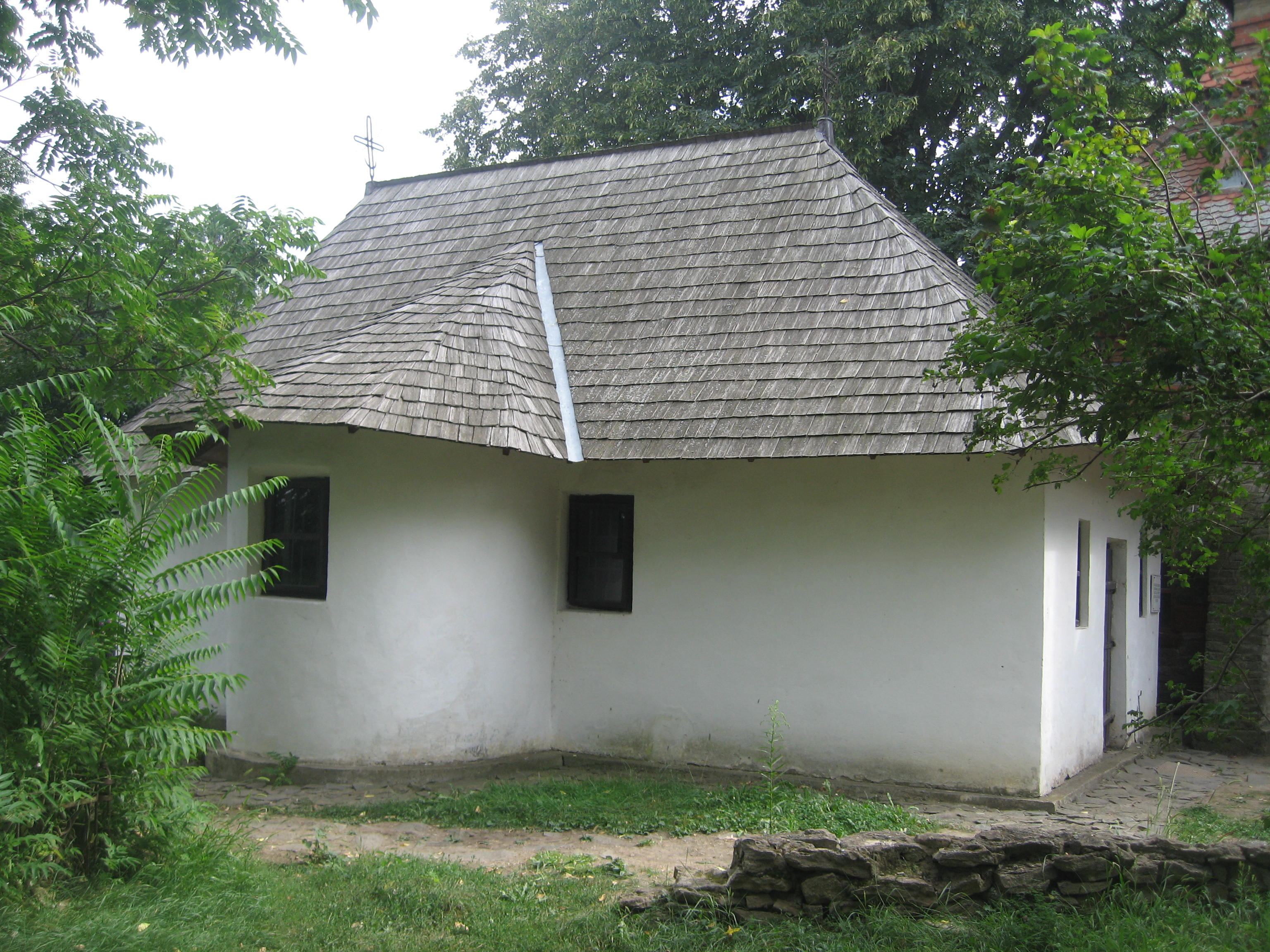
Biserica de lemn din Ipotești.

Biserica de lemn cu hramul Sfinții Arhangheli Mihail și Gavriil (Sf. Voievozi) din Ipotești a fost construită la începutul secolului al XIX-lea în satul Ipotești din comuna Mihai Eminescu (județul Botoșani). Ea se află în curtea complexului memorial Mihai Eminescu din Ipotești, având într-o perioadă rolul de bisericuță a familiei Eminovici.
Biserica de lemn din Ipotești nu a fost inclusă pe Lista monumentelor istorice din județul Botoșani din anul 2015, dar mormintele familiei Eminescu din dreptul altarului se află pe această listă la numărul 513, având codul de clasificare  BT-IV-m-B-02047.02. 

## Istoric
Biserica de lemn din Ipotești datează de la începutul secolului al XIX-lea, ea fiind construită "pe locul și cu ajutorul lui Ipatie și Nicolae Isăcescu, care sunt primii ctitori. Ea a fost făcută din lemn, dar putrezind lemnul, a fost (re)făcută din vălătuci". Istoricul Nicolae Stoicescu datează biserica la anul 1825. 
La 30 iulie 1847, căminarul Gheorghe Eminovici (1812-1884), tatăl poetului Mihai Eminescu, a cumpărat pentru suma de 4.000 de galbeni, două cincimi din moșia Ipotești de la Eufrosina Petrino, moșie cu 330 de fălci de pământ.  La intersecția a două drumuri din centrul satului, Gheorghe Eminovici a construit o casă nouă din vălătuci și cărămidă, în locul unei case mai vechi și dărăpănate. În jurul casei se afla o curte destul de mare, o livadă, bisericuța familiei, o fântână, grajduri pentru animale, hambare pentru cereale și alte anexe gospodărești. 
În anul 1847, soția căminarului, Raluca (Iurașcu) Eminovici (1816-1876) a cumpărat mica bisericuță de lemn din cătunul Ipotești, cu 250 de galbeni, de la boierul Theodor Murguleț. Acest lucru este menționat într-o scrisoare din 14 aprilie 1909 a lui Matei Eminovici către Corneliu Botez ("Biserica din Ipotești era proprietatea mamei, o cumpărase mama cu 250 de galbeni de la un anume Murguleț.").  Raluca Eminovici provenea dintr-o familie cu preocupări monahale, trei surori de-ale sale (Sofia, Fevronia și Olimpiada Iurașcu) fiind monahii la Mănăstirea Agafton.  Bisericuța a devenit astfel lăcaș de rugăciune al familiei, ea continuând să fie folosită ca biserică a satului Ipotești și după cumpărare, salariul preotului fiind plătit de tatăl poetului, Gheorghe Eminovici, care deținea moșia din Ipotești. 
Familia Eminovici a stăpânit moșia Ipotești până în anul 1878, când a fost vândută din cauza datoriilor. În spatele bisericuței de lemn, lângă altar, au fost înmormântați patru dintre Eminovicești: Gheorghe (1812-1884) și Raluca (1816-1876) - părinții poetului, Nicu (1843-1884) și Iorgu (1844-1873) - doi dintre frații poetului.
În anul 1928, scriitorul Cezar Petrescu și istoricul Nicolae Iorga au inițiat o subscripție publică pentru construirea unei biserici noi în Ipotești. Lângă bisericuța familiei Eminovici a fost ridicată o noua biserică cu hramul Tuturor Sfintilor. Piatra de temelie a fost pusă la 28 iunie 1929, iar lăcașul de cult a fost sfințit la 15 iunie 1939, cu prilejul aniversării a 50 de ani de la moartea poetului Mihai Eminescu, de către mitropolitul Irineu Mihălcescu al Moldovei. 
Iconostasul de la Biserica „Sf. Voievozi” din Ipotești a fost conservat și restaurat în anii 2001-2003 de către pictorul restaurator Stelian Onica (n. 1955).  
În interiorul vechiului lăcaș de cult se păstrează vechile icoane și cristelnița în care a fost botezat Mihai Eminescu (adusă de la Biserica Uspenia din Botoșani), veșmintele preotului ce l-a botezat, masca mortuară, icoane ale copilăriei lui, o icoana greco-catolică primită în dar la 20 de ani, lingurița de argint cu care primea împărtășania, mucarnița din argint sau obiecte de cult pe care se presupune că le-a lucrat mama lui.  Pe peretele vestic al bisericii a fost amplasată o placă memorială de marmură cu următoarea inscripție: "Bisericuța familiei Eminovici, construită înainte de anul 1800. În preajmă se află mormintele părinților poetului și fraților săi, Nicu și Iorgu".
În prezent, aici se mai oficiază slujbe de patru ori pe ani: la 15 ianuarie (aniversarea nașterii poetului), la 15 iunie (comemorarea morții poetului), de Înălțarea Domnului și la 8 noiembrie (de hramul Sf. Arhangheli Mihail și Gavriil).

## Arhitectura bisericii
Biserica de lemn din Ipotești este construită din lemn și vălătuci și acoperită cu șindrilă. Pereții săi sunt tencuiți și văruiți cu alb. Lăcașul de cult are formă de cruce, cu abside laterale semicirculare.
În apropierea bisericii, înspre nord-vest, se află și un turn-clopotniță de lemn. 

## Imagini

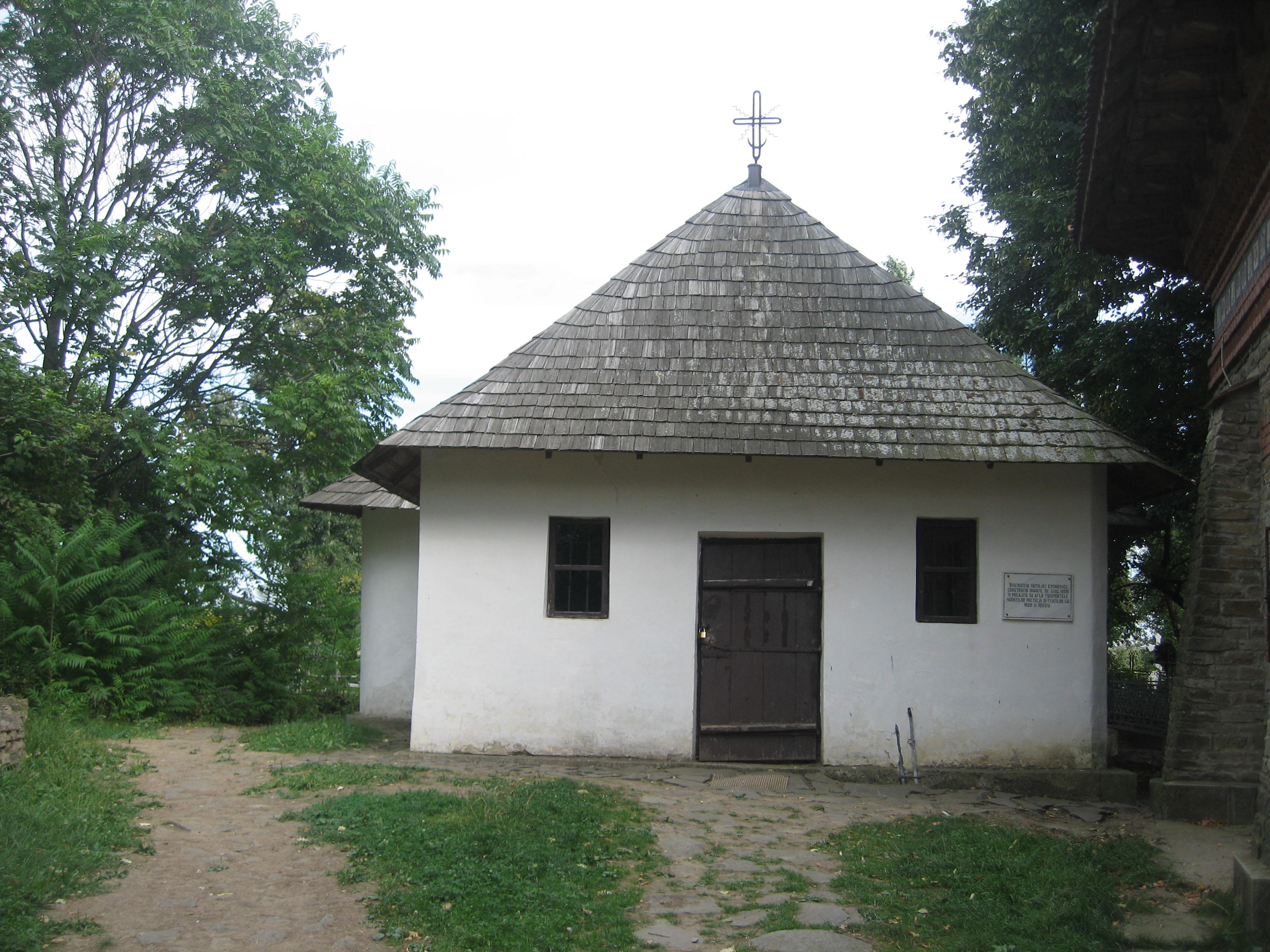
Biserica de lemn văzută dinspre vest
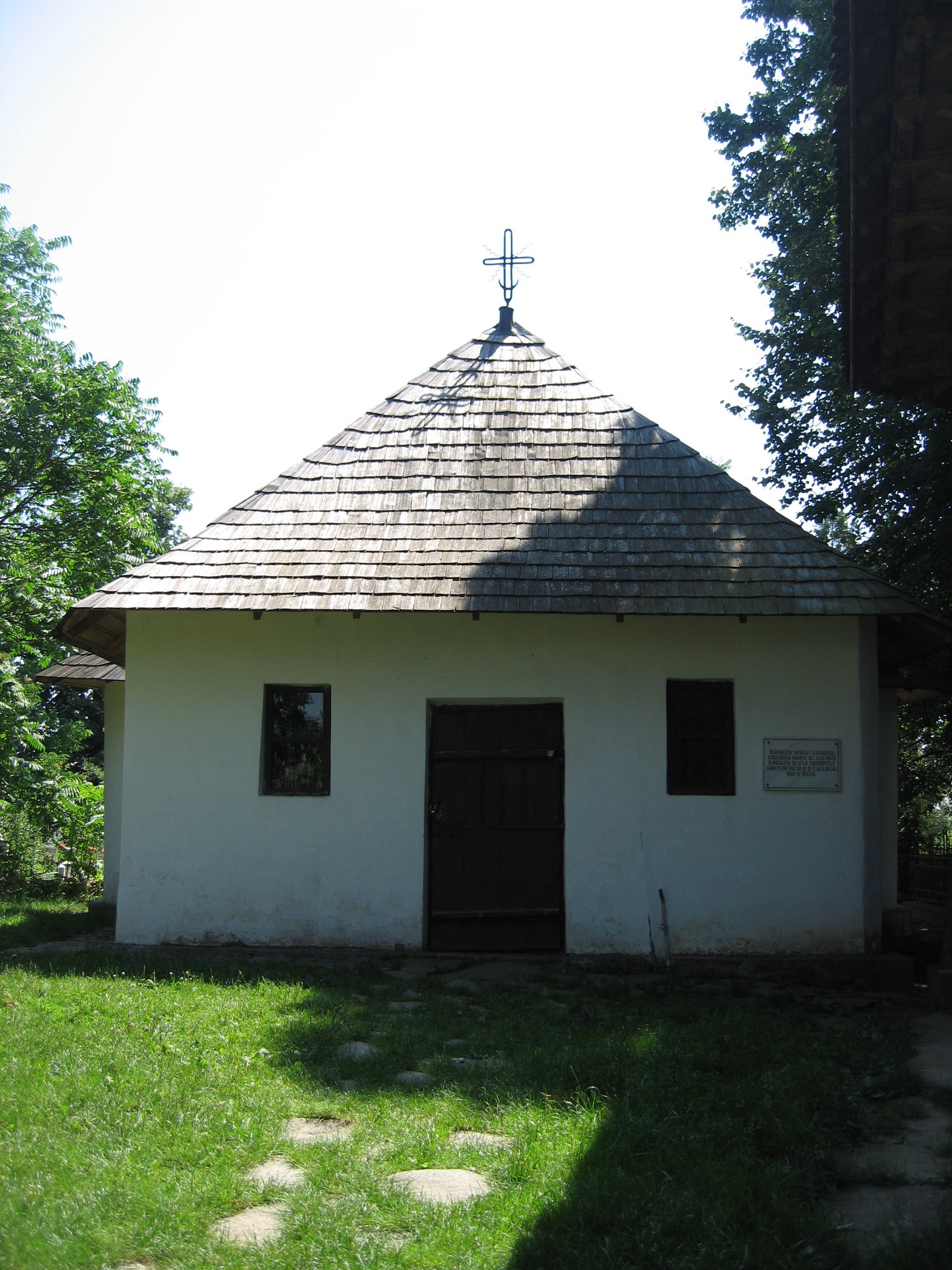
Biserica văzută dinspre vest
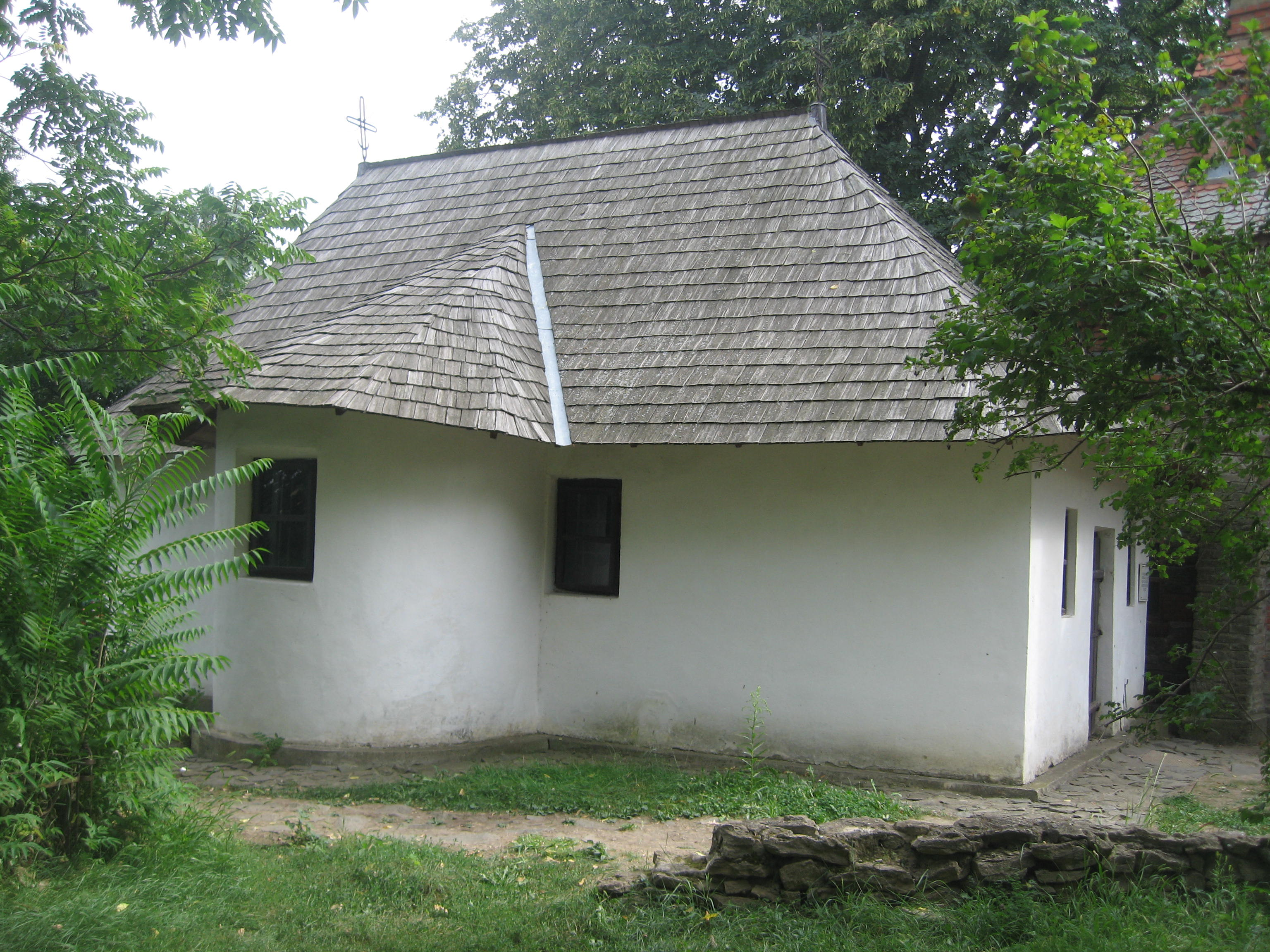
Biserica de lemn văzută dinspre nord
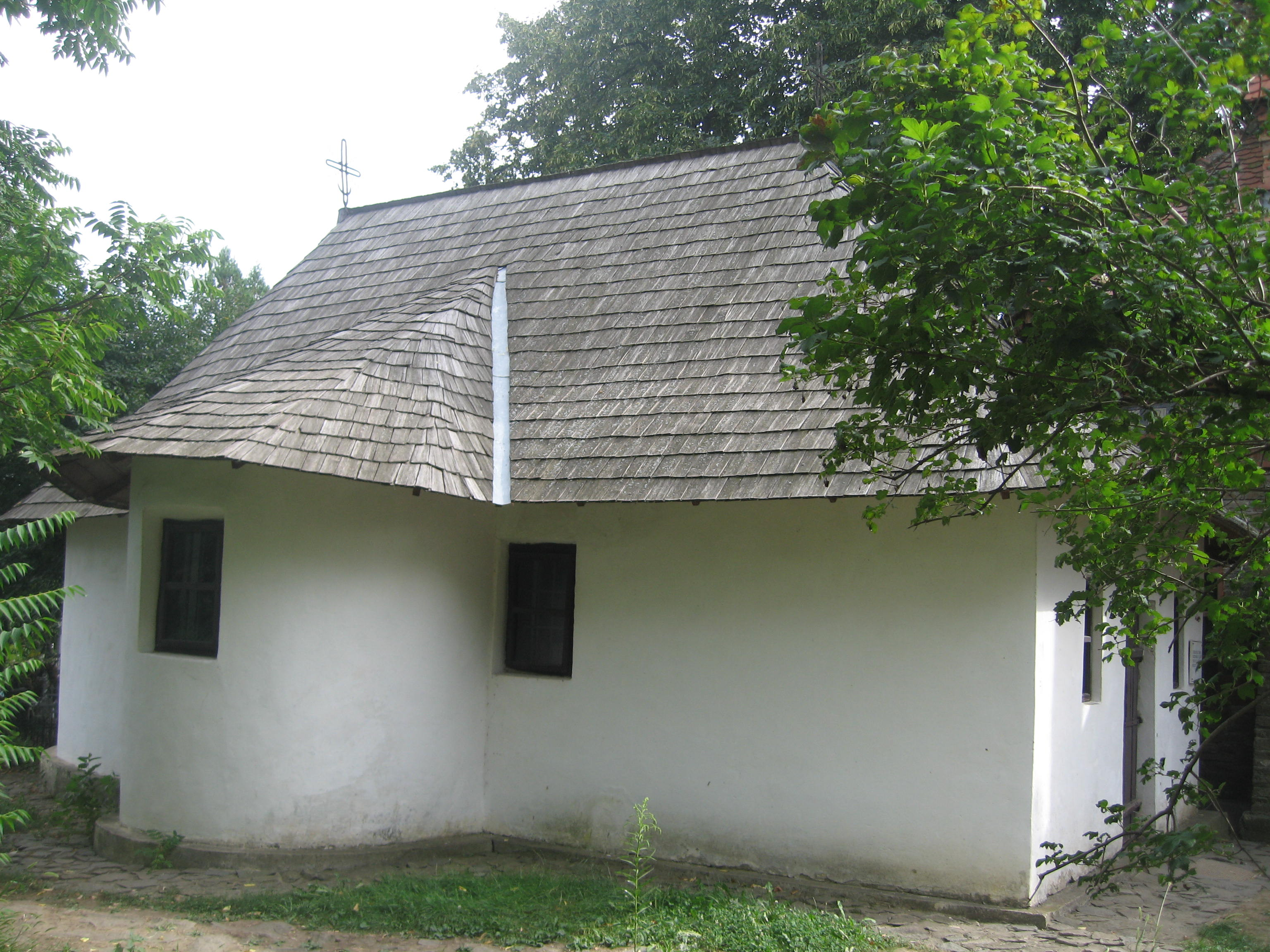
Latura nordică
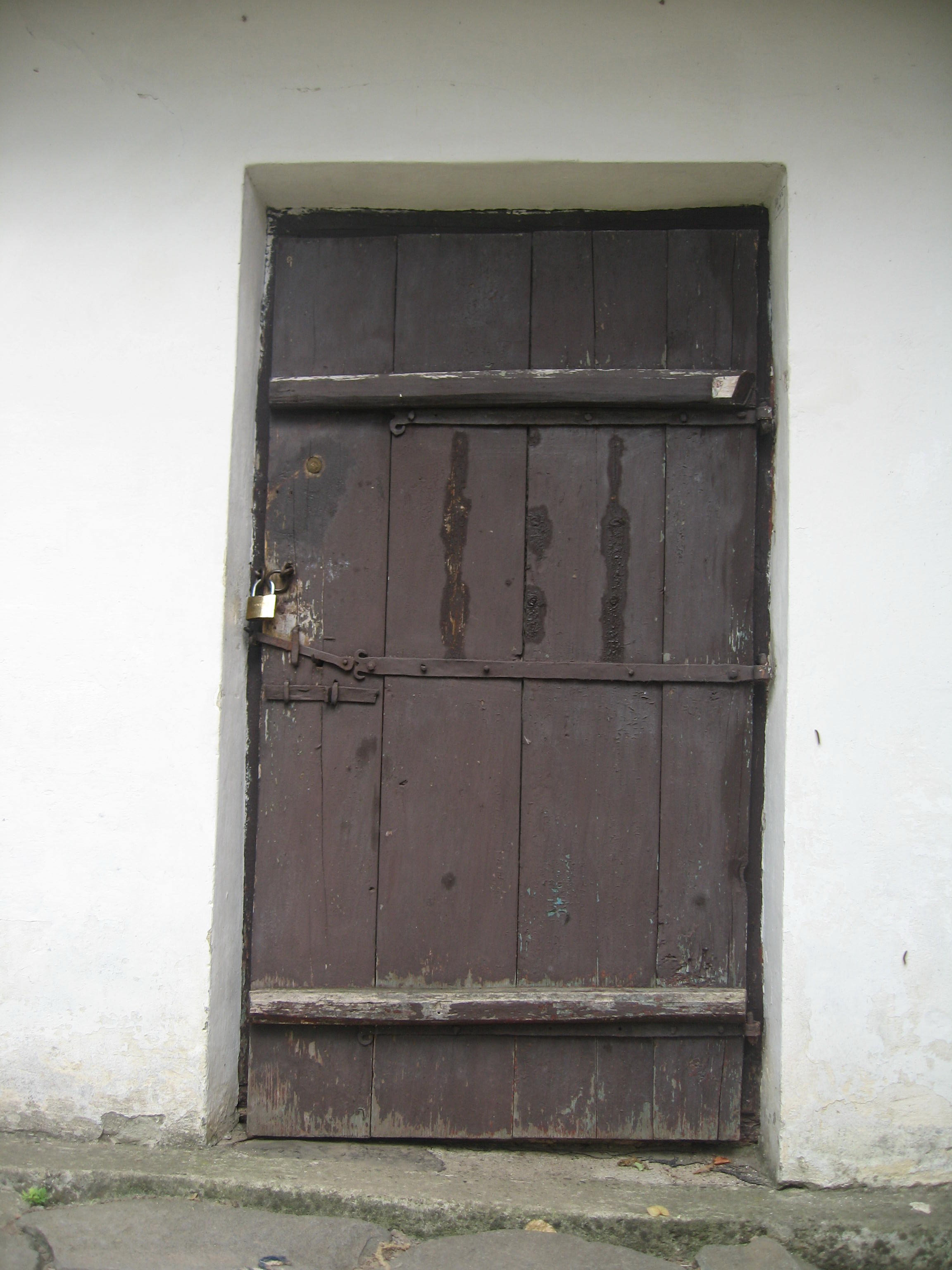
Uşa de intrare în biserică
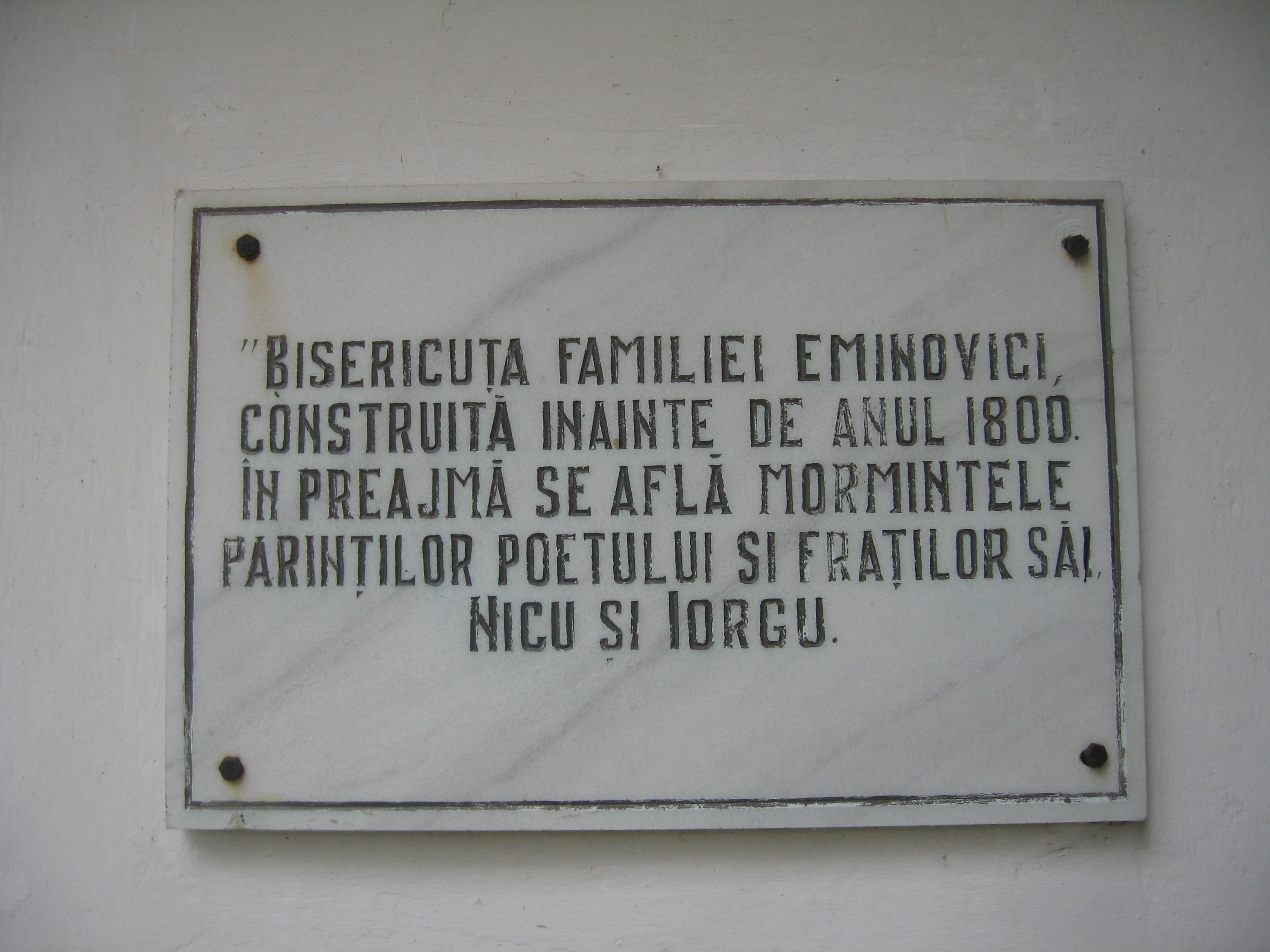
Placă de marmură amplasată pe zidul bisericii
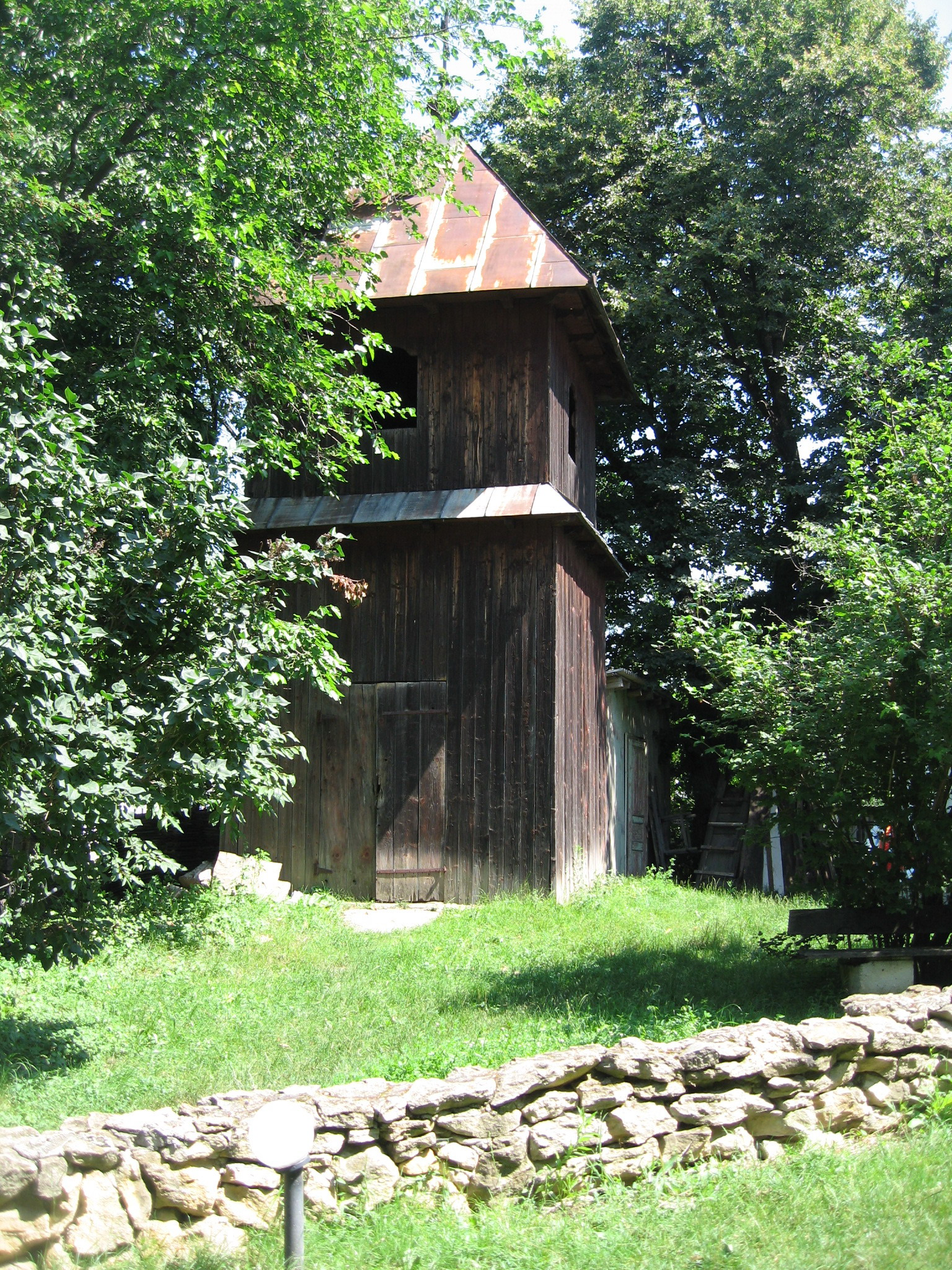
Turnul-clopotniţă
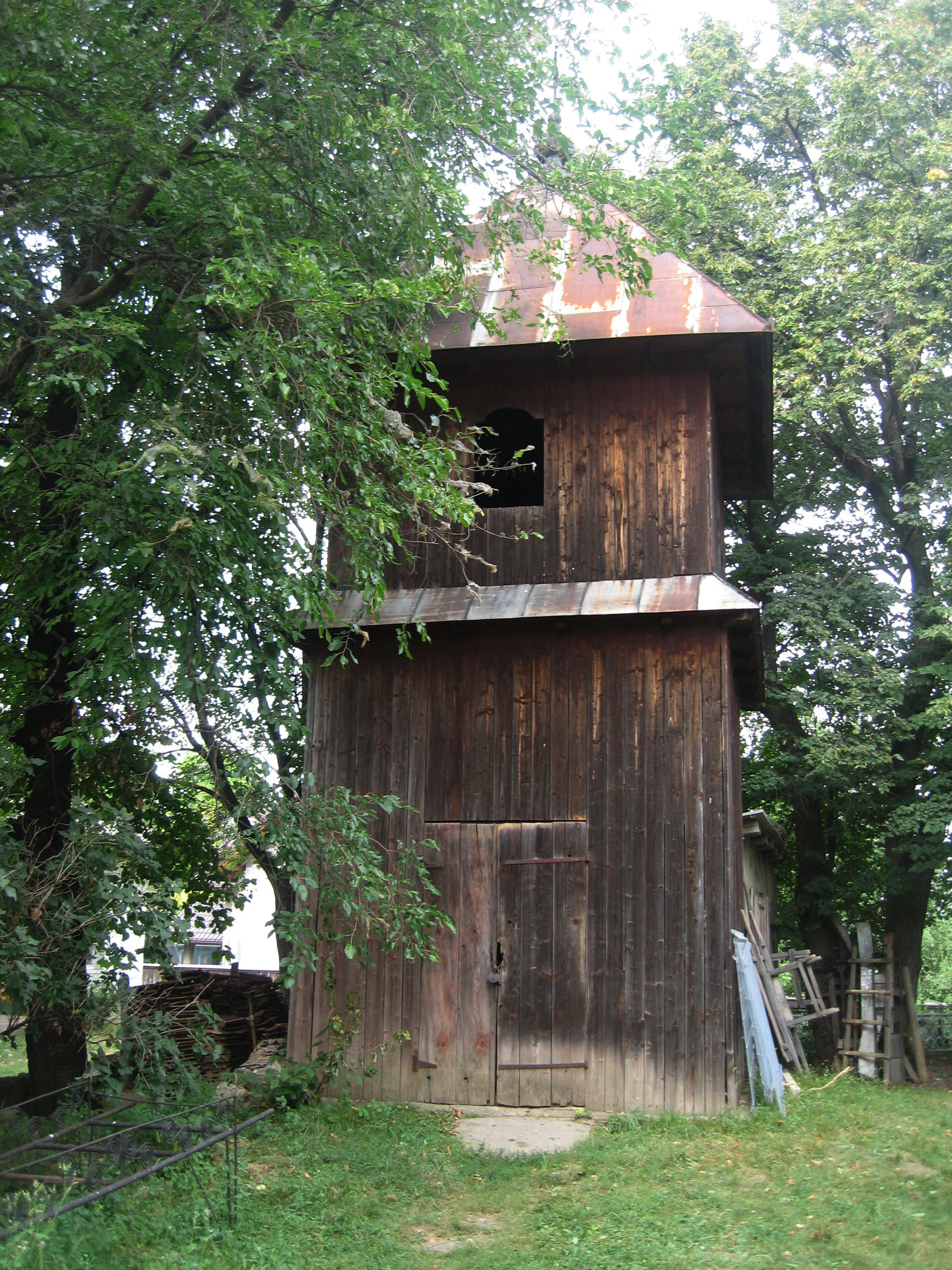
Turnul-clopotniţă
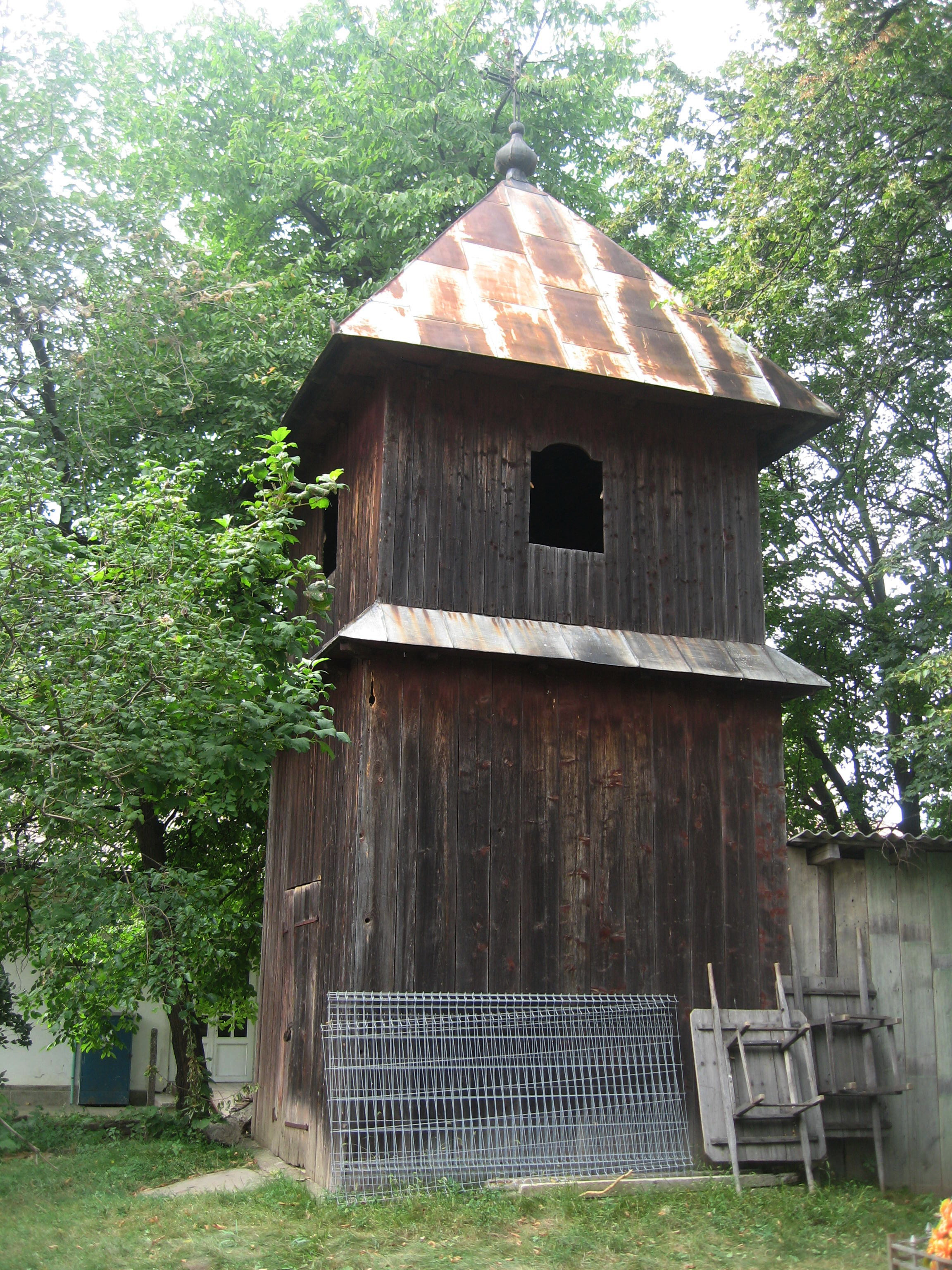
Turnul-clopotniţă
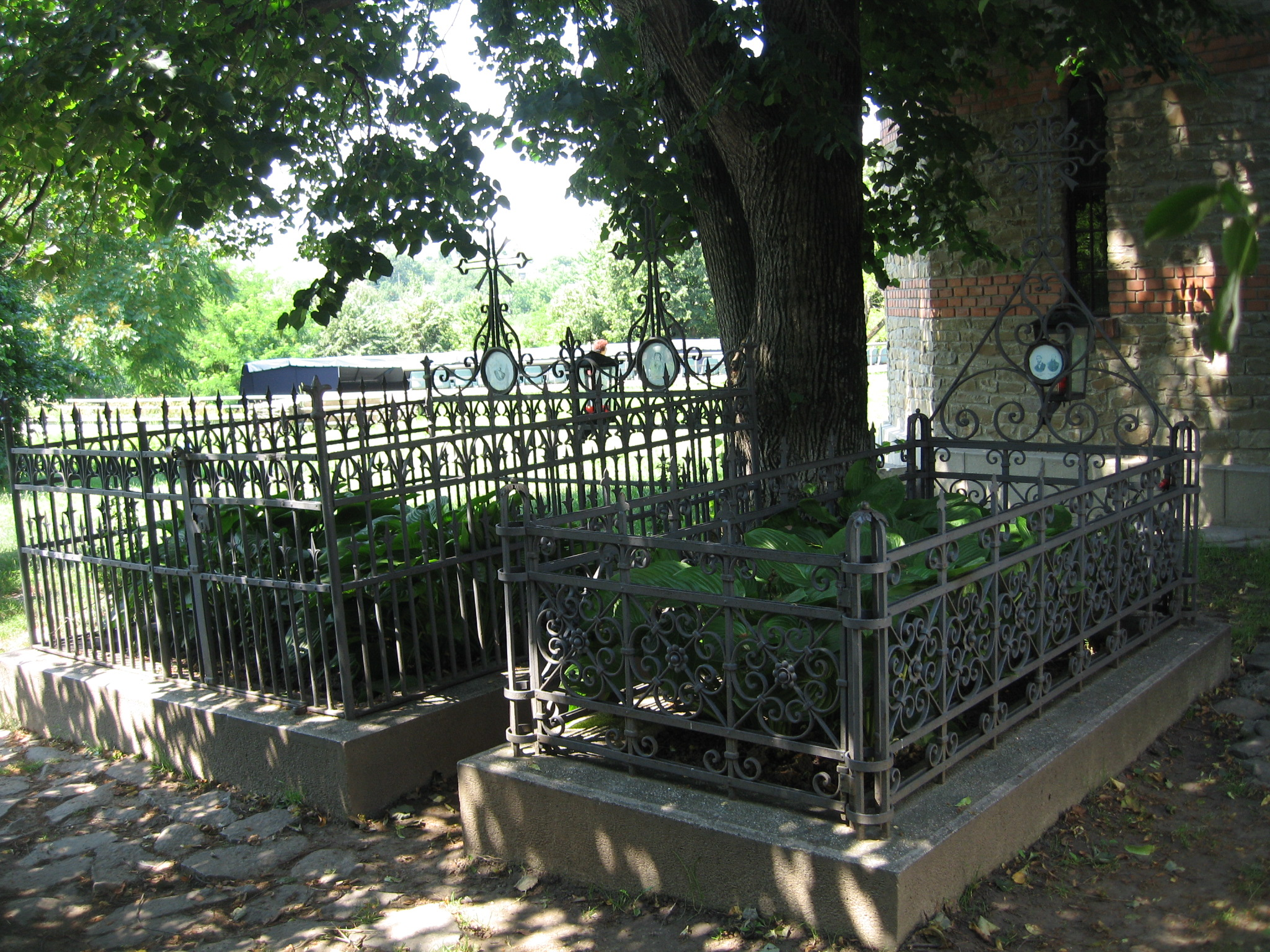
Mormintele familiei Eminovici
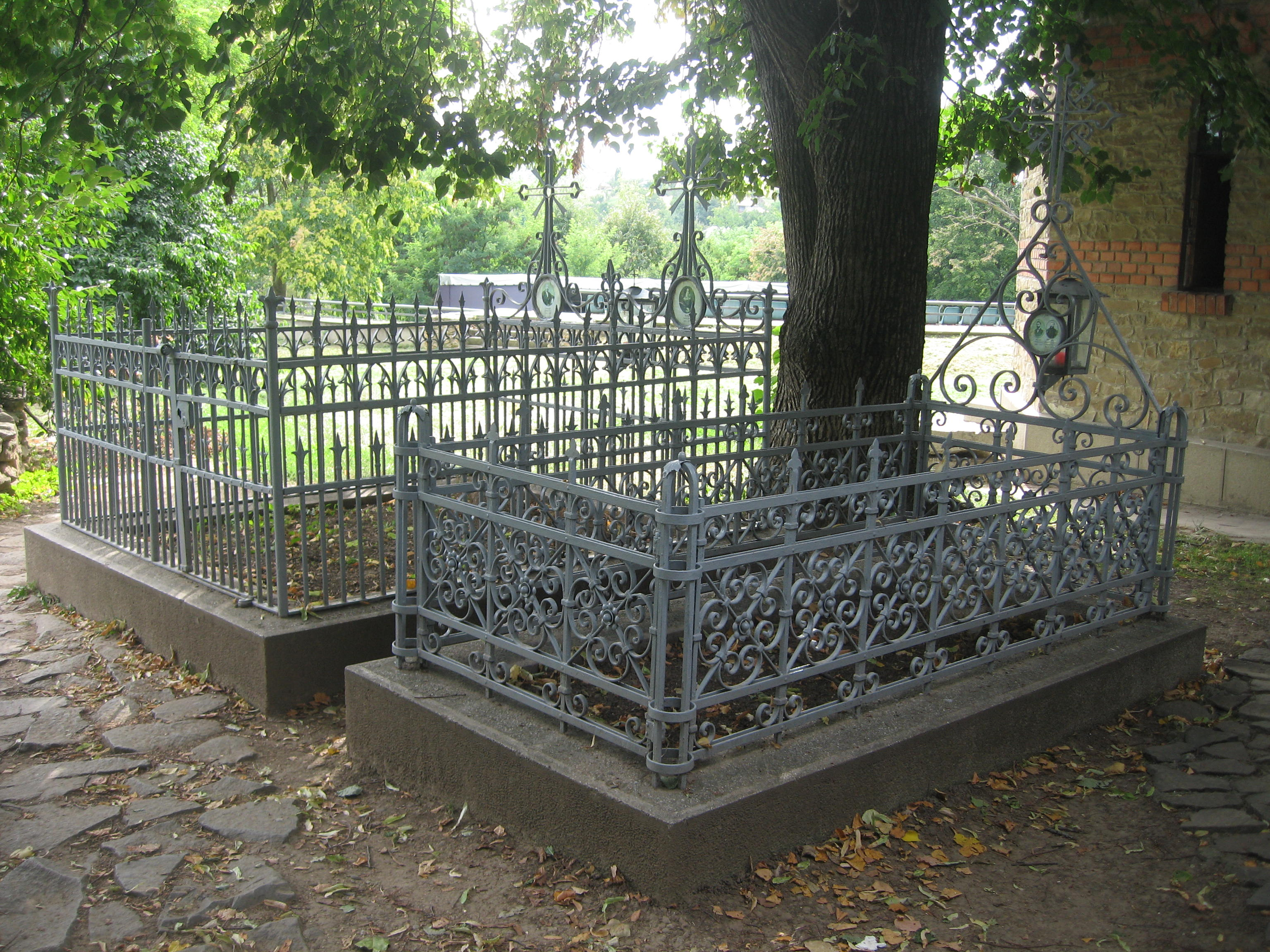
Mormintele familiei Eminovici
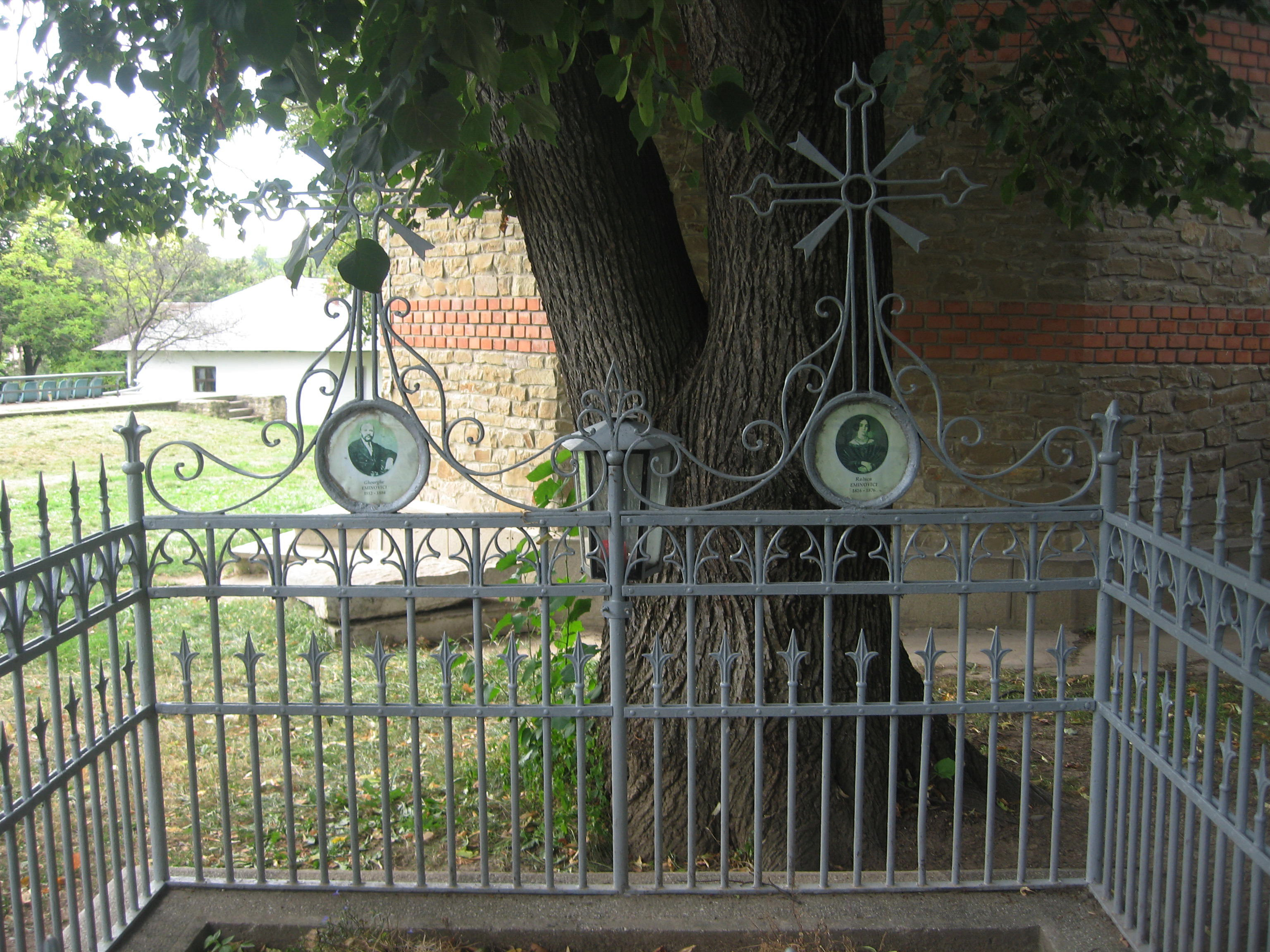
Biserica de lemn